# Premi Oscar 1953
La 25ª edizione della cerimonia di premiazione dei Premi Oscar si è tenuta il 19 marzo 1953 a Los Angeles, al RKO Pantages Theatre, condotta dall'attore comico Bob Hope.

## Vincitori e candidati
Vengono di seguito indicati in grassetto i vincitori.  Dove ricorrente e disponibile, viene indicato il titolo in lingua italiana e quello in lingua originale tra parentesi.

### Miglior film
- Il più grande spettacolo del mondo (The Greatest Show on Earth), regia di Cecil B. DeMille
- Mezzogiorno di fuoco (High Noon), regia di Fred Zinnemann
- Ivanhoe, regia di Richard Thorpe
- Moulin Rouge, regia di John Huston
- Un uomo tranquillo (The Quiet Man), regia di John Ford

### Miglior regia
- John Ford - Un uomo tranquillo (The Quiet Man)
- Joseph L. Mankiewicz - Operazione Cicero (Five Fingers)
- Cecil B. DeMille - Il più grande spettacolo del mondo (The Greatest Show on Earth)
- Fred Zinnemann - Mezzogiorno di fuoco (High Noon)
- John Huston - Moulin Rouge

### Miglior attore protagonista
- Gary Cooper - Mezzogiorno di fuoco (High Noon)
- Marlon Brando - Viva Zapata!
- Kirk Douglas - Il bruto e la bella (The Bad and the Beautiful)
- José Ferrer - Moulin Rouge
- Alec Guinness - L'incredibile avventura di Mr. Holland (The Lavender Hill Mob)

### Migliore attrice protagonista
- Shirley Booth - Torna, piccola Sheba (Come Back, Little Sheba)
- Joan Crawford - So che mi ucciderai (Sudden Fear)
- Bette Davis - La diva (The Star)
- Julie Harris - Il membro del matrimonio (The Member of the Wedding)
- Susan Hayward - La dominatrice del destino (With a Song in My Heart)

### Miglior attore non protagonista
- Anthony Quinn - Viva Zapata!
- Richard Burton - Mia cugina Rachele (My Cousin Rachel)
- Arthur Hunnicutt - Il grande cielo (The Big Sky)
- Victor McLaglen - Un uomo tranquillo (The Quiet Man)
- Jack Palance - So che mi ucciderai (Sudden Fear)

### Migliore attrice non protagonista
- Gloria Grahame - Il bruto e la bella (The Bad and the Beautiful)
- Jean Hagen - Cantando sotto la pioggia (Singin' in the Rain)
- Colette Marchand - Moulin Rouge
- Terry Moore - Torna, piccola Sheba (Come Back, Little Sheba)
- Thelma Ritter - La dominatrice del destino (With a Song in My Heart)

### Miglior sceneggiatura
- Charles Schnee - Il bruto e la bella (The Bad and the Beautiful)
- Michael Wilson - Operazione Cicero (Five Fingers)
- Carl Foreman - Mezzogiorno di fuoco (High Noon)
- Roger MacDougall, John Dighton e Alexander Mackendrick - Lo scandalo del vestito bianco (The Man in the White Suit)
- Frank S. Nugent - Un uomo tranquillo (The Quiet Man)

### Migliori soggetto e sceneggiatura
- T. E. B. Clarke - L'incredibile avventura di Mr. Holland (The Lavender Hill Mob)
- Sydney Boehm - La città atomica (The Atomic City)
- Terence Rattigan - Ali del futuro (Breaking the Sound Barrier)
- Ruth Gordon e Garson Kanin - Lui e lei (Pat and Mike)
- John Steinbeck - Viva Zapata!

### Miglior soggetto
- Frederic M. Frank, Theodore St. John e Frank Cavett - Il più grande spettacolo del mondo (The Greatest Show on Earth)
- Leo McCarey - L'amore più grande (My Son John)
- Martin Goldsmith e Jack Leonard - Le jene di Chicago (The Narrow Margin)
- Guy Trosper - The Pride of St. Louis
- Edna Anhalt e Edward Anhalt - Nessuno mi salverà (The Sniper)

### Miglior fotografia
- Bianco e nero

- Robert Surtees - Il bruto e la bella (The Bad and the Beautiful)
- Russell Harlan - Il grande cielo (The Big Sky)
- Joseph LaShelle - Mia cugina Rachele (My Cousin Rachel)
- Virgil E. Miller - Navajo
- Charles Lang - So che mi ucciderai (Sudden Fear)

- Colore

- Winton C. Hoch e Archie Stout - Un uomo tranquillo (The Quiet Man)
- Harry Stradling - Il favoloso Andersen (Hans Christian Andersen)
- F. A. Young - Ivanhoe
- George Folsey - La ninfa degli antipodi (Million Dollar Mermaid)
- Leon Shamroy - Le nevi del Chilimangiaro (The Snows of Kilimanjaro)

### Miglior scenografia
- Bianco e nero

- Cedric Gibbons, Edward Carfagno, Edwin B. Willis e Keogh Gleason - Il bruto e la bella (The Bad and the Beautiful)
- Hal Pereira, Roland Anderson e Emile Kuri - Gli occhi che non sorrisero (Carrie)
- Lyle Wheeler, John DeCuir e Walter M. Scott - Mia cugina Rachele (My Cousin Rachel)
- So Matsuyama e H. Motsumoto - Rashomon
- Lyle Wheeler, Leland Fuller, Thomas Little e Claude Carpenter - Viva Zapata!

- Colore

- Paul Sheriff e Marcel Vertes - Moulin Rouge
- Richard Day, Clave e Howard Bristol - Il favoloso Andersen (Hans Christian Andersen)
- Cedric Gibbons, Paul Groesse, Edwin B. Willis e Arthur Krams - La vedova allegra (The Merry Widow)
- Frank Hotaling, John McCarthy Jr. e Charles Thompson - Un uomo tranquillo (The Quiet Man)
- Lyle Wheeler, John DeCuir, Thomas Little e Paul S. Fox - Le nevi del Chilimangiaro (The Snows of Kilimanjaro)

### Migliori costumi
- Bianco e nero

- Helen Rose - Il bruto e la bella (The Bad and the Beautiful)
- Charles LeMaire e Dorothy Jeakins - Mia cugina Rachele (My Cousin Rachel)
- Edith Head - Gli occhi che non sorrisero (Carrie)
- Sheila O'Brien - So che mi ucciderai (Sudden Fear)
- Jean Louis - Trinidad (Affair in Trinidad)

- Colore

- Marcel Vertes - Moulin Rouge
- Charles LeMaire - La dominatrice del destino (With a Song in My Heart)
- Edith Head, Dorothy Jeakins e Miles White - Il più grande spettacolo del mondo (The Greatest Show on Earth)
- Clave, Mary Wills e Madame Karinska - Il favoloso Andersen (Hans Christian Andersen)
- Helen Rose e Gile Steele - La vedova allegra (The Merry Widow)

### Migliori effetti speciali
- Metro-Goldwyn-Mayer - Gli avventurieri di Plymouth (Plymouth Adventure)

### Miglior montaggio
- Elmo Williams e Harry Gerstad - Mezzogiorno di fuoco (High Noon)
- Warren Low - Torna, piccola Sheba (Come Back, Little Sheba)
- William Austin - Flat Top
- Anne Bauchens - Il più grande spettacolo del mondo (The Greatest Show on Earth)
- Ralph Kemplen - Moulin Rouge

### Miglior sonoro
- London Film Sound Department - Ali del futuro (Breaking the Sound Barrier)
- Gordon Sawyer e Samuel Goldwyn Studio Sound Department - Il favoloso Andersen (Hans Christian Andersen)
- Pinewood Studios Sound Department - Asso pigliatutto (The Promoter)
- Daniel J. Bloomberg e Republic Studio Sound Department - Un uomo tranquillo (The Quiet Man)
- Thomas T. Moulton e 20th Century-Fox Studio Sound Department - La dominatrice del destino (With a Song in My Heart)

### Migliore colonna sonora
- Film musicale

- Alfred Newman - La dominatrice del destino (With a Song in My Heart)
- Walter Scharf - Il favoloso Andersen (Hans Christian Andersen)
- Ray Heindorf e Max Steiner - Il cantante di jazz (The Jazz Singer)
- Gian Carlo Menotti - Il medium
- Lennie Hayton - Cantando sotto la pioggia (Singin' in the Rain):

- Film drammatico o commedia

- Dimitri Tiomkin - Mezzogiorno di fuoco (High Noon)
- Miklós Rózsa - Ivanhoe
- Max Steiner - Nostra Signora di Fatima (Miracle of Fatima)
- Herschel Burke Gilbert - La spia (The Thief)
- Alex North - Viva Zapata!:

### Miglior canzone
- The Ballad of High Noon (Do Not Forsake Me, Oh My Darlin' ), musica di Dimitri Tiomkin, testo di Ned Washington - Mezzogiorno di fuoco (High Noon)
- "Am I in Love", musica e testo di Jack Brooks - Il figlio di viso pallido (Son of Paleface)
- "Because You're Mine", musica di Nicholas Brodszky, testo di Sammy Cahn - Da quando sei mia (Because You're Mine)
- "Thumbelina", musica e testo di Frank Loesser - Il favoloso Andersen (Hans Christian Andersen)
- "Zing a Little Zong", musica di Harry Warren, testo di Leo Robin - Il sogno dei miei vent'anni (Just for You)

### Miglior documentario
- Il mare intorno a noi (The Sea around Us), regia di Irwin Allen
- The Hoaxters, regia di Herman Hoffman
- Navajo, regia di Norman Foster

### Miglior cortometraggio
- Light in the Window: The Art of Vermeer, regia di Boris Vermont
- Athletes of the Saddle, regia di Jack Eaton
- Desert Killer, regia di Gordon Hollingshead
- Neighbours, regia di Norman McLaren
- Royal Scotland, regia di Crown Film Unit

### Miglior cortometraggio a 2 bobine
- Uccelli acquatici (Water Birds), regia di James Algar e Ben Sharpsteen
- Bridge of Time, regia di Geoffrey Boothby e David Eady
- Devil Take Us, regia di Herbert Morgan
- Thar She Blows!, regia di Gordon Hollingshead

### Miglior cortometraggio documentario
- Neighbours, regia di Norman McLaren
- Devil Take Us, regia di Herbert Morgan
- Epeira Diadema, regia di Alberto Ancilotto
- Man Alive!, regia di William T. Hurtz

### Miglior cortometraggio d'animazione
- Caccia a tempo di valzer (Johann Mouse), regia di Joseph Barbera e William Hanna
- Little Johnny Jet, regia di Tex Avery
- Madeline, regia di Robert Cannon
- Pink and Blue Blues, regia di Pete Burness
- Romance of Transportation, regia di Colin Low

## Premi speciali

### Premio onorario al miglior film straniero
- Giochi proibiti (Jeux interdits), regia di René Clément (Francia)

### Premio alla carriera
- George Alfred Mitchell per il progetto e lo sviluppo della cinepresa che porta il suo nome e per la sua continua e dominante presenza nel campo della cinematografia.
- Joseph M. Schenck per il suo lungo ed importante servizio all'industria cinematografica.
- Merian C. Cooper per le sue molte innovazioni e contributi all'arte del cinema.
- Harold Lloyd maestro della commedia e buon cittadino.
- Bob Hope per il suo contributo alla risata nel mondo, i suoi servizi all'industria cinematografica e la sua devozione al sogno americano.

### Premio alla memoria Irving G. Thalberg
- Cecil B. DeMille